# Capitalía
El término capitalía fue acuñado en la ciudad de Sucre, Bolivia, constituye la piedra angular en la construcción del Modelo Chuquisaca y significa el deseo manifiesto del pueblo Chuquisaqueño de retorno a los valores originarios en los planos cultural, político, socioeconómico y estratégico de Sucre y Chuquisaca en la escena local, regional, nacional e internacional, y su proyección de cara al futuro. Capitalía es un término vivo, en construcción y no es sinónimo o variante del término capitalidad.

## Raíz histórica
El término capitalía fue acuñado en Sucre-Bolivia, por el conjunto de los actores volcados en defensa de la inclusión en el debate constitucional, pidiendo el retorno de los poderes ejecutivo y legislativo a Sucre, trasladados de facto a La Paz tras la derrota de los Republicanos Chuquisaqueños frente a los Liberales paceños en la guerra federal de 1898-1899.
El año 2007, la exigencia de capitalía plena a la Asamblea Constituyente, que sesiona en el teatro Gran Mariscal de Ayacucho, desata un rechazo rotundo de parte del gobierno de Evo Morales. El alcalde de La Paz, Juan del Granado, aliado del gobierno, convoca a un gran cabildo bajo la consigna de «la sede no se mueve»; congregando a cerca de 2 millones de paceños. En Achacachi, los «Ponchos Rojos» de Omasuyos, liderados por Eugenio Rojas, hacen una demostración de fuerza con ese mismo propósito, llegando a degollar públicamente a unos canes, que tienen sostenidos en el aire, en un acto de barbarie y crueldad hacía aquellos seres indefensos: lanzando un mensaje claro de advertencia para los habitantes de Sucre que exigen la restitución de la sede. La violencia se agudiza a pocos días de que fenezca el plazo dado a la Asamblea Constituyente, para redactar el nuevo texto constitucional. Sectores campesinos afines al gobierno amenazan con envenenar el agua que llega a la ciudad. Se disponen, asimismo, a tender un cerco. Y la población se enfrenta a las fuerzas policiales, con el resultado de tres víctimas fatales y cientos de heridos. En un suceso luctuoso que pasa a llamarse «los hechos de La Calancha».
El 27-28 de noviembre de 2007, el centralismo paceño organiza una sesión a puerta cerrada de la Asamblea Constituyente, en el liceo militar de La Glorieta-Sucre, vetando el reclamo legítimo chuquisaqueño de retorno de los poderes ejevutivo y legislativo a Sucre. Como resultado de este acontecimiento, el pueblo chuquisaqueño expulsa al último prefecto oficialista de la región, marcando abiertamente el inicio del distanciamiento político regional*.
Capitalía o capitalía plena aflora nuevamente y con más fuerza el 24-25 de mayo de 2008, cuando el centralismo paceño decide realizar un festejo paralelo del primer grito libertario en el Estadium Patria-Sucre, ignorando los preparativos locales.
La indignación local se transforma rápidamente en rechazo rotundo al oficialismo y termina con la expulsión de la ciudad, durante 3 días, de los funcionarios del oficialismo. Ante la zozobra reinante y los delincuentes prófugos de la cárcel, el pueblo chuquisaqueño se organiza rápidamente por barrios y da la más clara muestra de capacidad de autogobierno, evitando que se produzca ningún hecho delictivo durante el tiempo que los efectivos policiales abandonan la ciudad a su suerte para replegarse en Potosí**.
Capitalía es ya de uso extensivo en el momento en que Chuquisaca se apresta a festejar el 200 aniversario del primer grito libertario (25 de mayo de 1809- 2009). Al mismo tiempo, es incomprensible para el pensamiento chuquisaqueño la obstinación del centralismo paceño en organizar un festejo paralelo en El Villar (área rural de Chuquisaca), ignorando una vez más los preparativos de Sucre.
La consumación de estos hechos muestra claramente que el oficialismo se rodea de instancias y decisiones que tomar, con las cuales uno puede hacerse la ilusión de influir sobre el torrente de chuquisaqueños, que en cambio, fluye por cuenta propia en otro valle: Chuquisaca será lo que los chuquisaqueños querramos que sea!

## Análisis del significado
El término capitalía significa el deseo manifiesto del pueblo chuquisaqueño de retorno a los valores originarios en los planos cultural, político, socioeconómico y estratégico de Sucre y Chuquisaca en la escena local, regional, nacional e internacional, y su proyección de cara al futuro.
En el plano cultural, significa la lucha por la defensa de la identidad chuquisaqueña, rica y diversa en su historia, lenguas, usos y costumbres.
En el plano político, significa la idea de Bolivia -Estado de Autonomías Regionales-, donde la figura del Estado central se "achica" a favor de los actores regionales, como estrategia de desarrollo y apertura hacia la globalización.
En el plano socioeconómico, significa la idea de Chuquisaca - polo de desarrollo, basado en los activos administrativos, productivos, históricos y patrimoniales chuquisaqueños, como factor de arrastre para la industria regional. El retorno del ejecutivo y legislativo a Sucre significaría cerca de 100 mil puestos de trabajo directos e indirectos de la administración central, suficientes para dar el empuje necesario para el despegue regional.
En el plano estratégico, significa el reconocimiento del potencial endógeno y la visión de poner a Sucre y Chuquisaca en el mapa del mundo globalizado.

## Pertinencia del nuevo concepto
Sucre se caracteriza por su castellano antiguo, riguroso, que rivaliza en riqueza con el castellano peninsular, pero que hace prevalecer su independencia y por tanto no es de extrañar que siga enriqueciéndose de nuevos conceptos.
Sucre reivindica el hecho que Bolivia -en tanto que República Independiente- es un proyecto que nace en Sucre, promovido por actores chuquisaqueños, para transformarse progresivamente en lo que hoy entendemos por Bolivia.
Chuquisaca denuncia el sistemático marginamiento que soporta del centralismo paceño, como factor decisivo para que Sucre y Chuquisaca en su conjunto sean desplazados del centro a la periferia de la escena nacional, hasta transformarla en la región más pobre de Bolivia.
- Datos: Q5748500